# Toots Meretsky
Irving Meretsky, detto Toots (Windsor, 27 aprile 1912 – Windsor, 18 maggio 2006), è stato un cestista e allenatore di pallacanestro canadese.

## Carriera
Ha vinto la medaglia d'argento con la nazionale di pallacanestro del Canada alle Olimpiadi di Berlino 1936, giocando due partite.
Dal 1933 al 1935 giocò nel Windsor's Patterson Collegiate, dove conquistò il titolo del Michigan-Ontario 1934 e perse la finale per il titolo canadese la stagione successiva. Con Bill Rogin, fu uno dei giocatori più importanti della squadra. Nel 1935 passò ai Windsor Ford V-8's, con cui vinse subito il titolo canadese.
Nel 1938-39 passò al Windsor Alumni, che perse la finale del campionato canadese contro i Victoria Blue Ribbons. Nel 1939 venne ingaggiato dal Port Alberni, con cui chiuse la carriera nel 1941.
Tornato a Windsor, nel 1952-53 allenò lo Shaar Hashomayim Synagogue, squadra dell'Ontario Basketball Association. Dal 1996 è nella Hall of Fame della contea di Windsor-Essex.